# 马牧鸣
马牧鸣，中华人民共和国政治人物、外交官。
1976年，担任中华人民共和国驻西班牙大使。1981年，接替彭光伟，担任中华人民共和国驻尼泊尔大使。1983年，由屠国维接任。